# Dmitro Olekszandrovics Csumak
Dmitro Olekszandrovics Csumak (ukránul: Дмитро Олександрович Чумак) (Kijev, 1980. január 29. vagy 1980. április 1. –) Európa-bajnok, világbajnoki bronzérmes ukrán párbajtőrvívó.